# Duca di Rethel
Il titolo di Duca di Rethel (già Signore di Rethel e poi Conte di Rethel, successivamente Duca di Rethel-Mazzarino o semplicemente Duca di Mazzarino) nella Parìa francese venne creato da Enrico III di Francia nel 1581.

## Storia
Il feudo di Rethel, risalente nelle prime titolazioni alla fine del X secolo, venne concesso originariamente alla famiglia francese dei Rethel e nel 1290 passò per matrimonio di Giovanna di Rethel al marito di questa, Luigi I di Dampierre. Dopo una serie di passaggi, il titolo nel 1565 era passato per matrimonio di Enrichetta di Cleves, al marito di questa, Luigi IV di Gonzaga-Nevers che dal 1581 venne elevato al rango ducale.
Il titolo rimase ai Gonzaga sino al 1659 quando Carlo II di Gonzaga-Nevers decise di vendere il proprio titolo ducale al cardinale Giulio Mazzarino, primo ministro del re di Francia, il quale elesse poi a propria erede universale la nipote Ortensia Mancini che portò in dote i propri titoli al marito Armand-Charles de La Porte, già duca di Meilleraye. Ad ogni modo, dal 1663, il titolo era stato mutato in "duca di Mazzarino" o più propriamente "duca di Rethel-Mazzarino" sino all'estinzione della casata con la morte di Louise d'Aumont nel 1826.

## Signori di Rethel

### Famiglia di Rethel
- ????-c. 989: Manasse I
- c. 989-c. 1026: Manasse II, sposò Dada o Giuditta (de Roucy?)
- d. 1048-1081: Manasse III, figlio del precedente, sposò Giuditta (de Boulogne o di Lotaringia?)
- 1081-1118: Ugo I († 1118), figlio del precedente, sposò Melisenda di Montlhéry, figlia di Guido I, signore di Montlhéry, e di Hodierne de Gometz
- 1118-1124: Gervaso († 1124), figlio del precedente e fratello di Baldovino II di Gerusalemme, sposò Elisabetta di Namur, figlia di Goffredo I, conte di Namur, e di Sibilla di Château Porcien
- 1124-1151: Matilde († 1151), figlia di Ugo I, sposò Eudes de Vitry († 1158)

### Famiglia Vitry-Rethel o seconda casata di Rethel

Stemma dei conti di Rethel

- 1124-1158: Eudes de Vitry († 1158), sposò Matilde di Rethel
- 1158-1171: Ithier († 1171), figlio del precedente, sposò Beatrice di Namur, figlia di Goffredo I, conte di Namur, e di Ermesinde di Lussemburgo
- 1171-1199: Manasse IV (1158 † 1199), figlio del precedente, sposò Matilde di Kyburg, figlia di Corrado, conte di Kyburg, e di Matilde di Bar
- 1199-1227: Ugo II († 1227), figlio del precedente, sposò Flicité de Broyes, figlia di Simon de Broyes e di Agnès de Joigny
- 1227-1242: Ugo III († 1242), figlio del precedente, sposò Mabille de Bailleul, poi Jeanne de Dampierre
- 1242-1251: Giovanni († 1251), fratello del precedente, sposò Marie de Thourotte
- 1251-1262: Gualtiero († 1262), fratello del precedente
- 1262-1272: Manasse V († 1272), fratello del precedente, sposò Elisabeth d'Écry
- 1272-1285: Ugo IV (1244 † 1285), figlio del precedente, sposò Agnese di Chiny, poi Maria d'Enghien, poi nel 1275 Isabelle de Grandpré
- 1285-1328: Giovanna di Rethel, figlia di Ugo IV e di Isabelle de Grandpré, sposò nel 1290 Luigi di Dampierre, conte di Nevers

## Conti di Rethel

### Famiglia Dampierre
- 1290-1322: Luigi I di Dampierre († 1322), conte di Nevers e di Rethel, sposò nel 1290 Giovanna di Rethel
- 1322-1346: Luigi II († 1346), conte delle Fiandre, di Nevers e di Rethel, figlio del precedente, sposò nel 1317 Margherita di Francia (1310 † 1382), contessa di Artois
- 1346-1384: Luigi III (1330 † 1384), conte delle Fiandre, d'Artois, di Nevers e di Rethel, figlio del precedente, sposò nel 1347 Margherita di Brabante (1323 † 1380)
- 1384-1405: Margherita (1350 † 1405), contessa delle Fiandre, di Borgogna, d'Artois, di Nevers e di Rethel, figlia del precedente, sposò nel 1357 Filippo I di Rouvres (1346 † 1361) duca di Borgogna, sposò nel 1369 Filippo II l'ardito (1342 † 1404) duca di Borgogna

### Famiglia di Borgogna
- 1384-1393: Filippo II l'ardito (1342 † 1404) duca di Borgogna, sposò nel 1369 Margherita delle Fiandre (1350 † 1405)
- 1393-1406: Antonio (1384 † 1415), figlio del precedente, duca id Brabante nel 1406

- 1406-1415: Filippo (1389 † 1415), conte di Nevers e di Rethel, fratello del precedente, sposò nel 1409 Isabella di Soissons († 1411), sposò nel 1413 Bona d'Artois (1396 † 1425)
- 1415-1464: Carlo I (1414 † 1464), conte di Nevers e di Rethel, figlio del precedente e di Bona d'Artois, sposò nel 1456 Maria d'Albret († 1486)

- 1464-1491: Giovanni II (1415 † 1491), conte di Nevers, d'Étampes, d'Eu e di Rethel, figlio di Filippo di Borgogna e di Bona d'Artois, sposò nel 1436 Jacqueline d'Ailly († 1470), da cui Elisabetta (1440 † 1483) che erediterà Nevers, e Filippo (1446 † 1454) che sposerà in prime nozze nel 1471 Paolina di Brosse (1450 † 1479), (da cui Carlotta), e nel 1480 Francesca d'Albret (1454 † 1521), da cui non ebbe eredi
- 1491-1500: Carlotta, contessa di Rethel, (1472 † 1500), figlia del precedente e di Paolina di Brosse, sposò nel 1486 Jean d'Albret-Rethel († 1524), signore d'Orval, fratello della sua matrigna

### Famiglia d'Albret
- 1491-1500: Jean d'Albret-Rethel († 1524), signore d'Orval, sposò nel 1486 Carlotta di Borgogna, contessa di Rethel, (1472 † 1500)
- 1500-1504: Maria d'Albret (1491 † 1549), contessa di Rethel, figlia del precedente, sposò nel 1504 Carlo di Clèves († 1521), conte di Nevers

### Famiglia de La Marck
- 1504-1521: Carlo II di Cleves († 1521), conte di Nevers, nipote di Elisabetta di Borgogna, sposò nel 1504 Maria d'Albret
- 1549-1561: Francesco I di Cleves (1516 † 1561), duca di Nevers, conte di Rethel, figlio del precedente, sposò nel 1538 Margherita di Vendôme (1516 † 1589)
- 1561-1562: Francesco II di Cleves (1540 † 1562), duca di Nevers, conte di Rethel, figlio del precedente, sposò nel 1561 Anna di Borbone-Montpensier (1540 † 1572)
- 1561-1564: Giacomo di Cleves (1544 † 1562), duca di Nevers, conte di Rethel, fratello del precedente, sposò nel 1558 Diane de la Marck, figlia di Roberto IV de La Marck
- 1564-1593: Enrichetta di Cleves (1542 † 1601), duchessa di Nevers, contessa di Rethel, sorella del precedente, sposò nel 1565 Luigi Gonzaga di Mantova (1539 † 1595)

nel 1581, la contea di Rethel venne eretta a ducato a beneficio dello sposo della titolare del titolo.

## Duchi di Rethel

### Famiglia Gonzaga
- 1581-1595: Luigi IV (1539 † 1595), duca di Rethel, duca di Nevers (Luigi IV, 1565-1595), sposò nel 1565 Enrichetta di Clèves
- 1595-1637: Carlo III (1580 † 1637), duca di Rethel e di Nevers (Carlo III, 1595-1637), principe d'Arches (Carlo I, 1608-1637), duca sovrano di Mantova (Carlo I, 1627-1637) e duca di Monferrato (Carlo I, 1627-1637), sposò nel 1599 Caterina di Mayenne (1585 † 1618), sorella di Enrico di Mayenne
  - 1619-1622: Francesco (1606 † 1622), duca di Rethel par cortesia, figlio del precedente
  - 1622-1631: Carlo (1609 † 1631), duca di Rethel per cortesia e di Mayenne (Carlo III, 1621-1631), fratello del precedente, sposò nel 1627 Maria Gonzaga (1609 † 1660)
- 1637-1659: Carlo IV (1629 † 1665), duca di Rethel, di Nevers (Carlo IV, 1637-1659) e di Mayenne (Carlo IV, 1632-1654), II principe d'Arches (Carlo II, 1637-1665), duca di Mantova e del Monferrato (Carlo II, 1637-1665) figlio del precedente, sposò nel 1649 Isabella d'Asburgo (1629 † 1685)

Carlo IV vendette nel 1654 il ducato di Mayenne e nel 1659 quelli di Nevers e Rethel al cardinale Giulio Mazzarino.

## Duchi di Rethel-Mazzarino
- 1659-1661: Giulio Mazzarino (1602 † 1661), cardinale, primo ministro di Luigi XIV
- 1661-1699: Ortensia Mancini, duchessa di Rethel e di Mayenne, nipote del precedente, figlia di Michele Lorenzo Mancini e di Girolama Mazzarino (sorella del Mazzarino), sposò (nel 1661 e separata nel 1666) Armand-Charles de La Porte (1632 † 1713), duca de la Meilleraye

Nel 1663, il ducato di Rethel divenne ducato di Rethel-Mazzarino o semplicemente di Mazzarino
- 1699-1731: Paul-Jules de La Porte (1666 † 1731), duca di Mazzarino, di Mayenne e de la Meilleraye, figlio del precedente, sposò nel 1685 Charlotte Félicité de Durfort († 1730) figlia di Guy Aldonce I de Durfort, sposò nel 1731 Françoise de Mailly (1688 † 1742)
- 1731-1738: Paul de La Porte (1701 † 1738), duca di Mazzarino, di Rethel, di Mayenne e de la Meilleraye, figlio del precedente e di Charlotte Félicité de Durfort, sposò nel 1716 Louise Françoise de Rohan (1695 † 1755)
  - Charles Antoinette de La Porte (1719 † 1735), figlio del precedente, sposò nel 1733 Emmanuel-Félicité de Durfort, duca di Duras (1715 † 1789)
- 1738-1781: Louise-Jeanne de Durfort (1735 † 1781), duchessa di Mazzarino, figlia del precedente, sposò nel 1747 Louis Marie Guy d'Aumont de Rochebaron (1732 † 1799), Duca d'Aumont
- 1781-1789: Louise d'Aumont (1759 † 1826), duchessa di Mazzarino, di Mayenne e di Meilleraye, figlia del precedente, sposò nel 1771 (e divorziò nel 1798) Onorato IV Grimaldi, principe di Monaco (1758 † 1819)

Attualmente il titolo è in pretesa ai principi di Monaco.